# 1981年全米オープン (テニス)
1981年 全米オープン（1981ねんぜんべいオープン、US Open 1981）は、アメリカ・ニューヨークマンハッタンにある「USTAナショナル・テニスセンター」にて、1981年9月1日から13日にかけて開催された。

## シード選手

### 男子シングルス
1. ジョン・マッケンロー　（優勝、大会3連覇）
2. ビョルン・ボルグ　（準優勝）
3. イワン・レンドル　（4回戦）
4. ジミー・コナーズ　（ベスト4）
5. ホセ・ルイス・クラーク　（4回戦）
6. ギレルモ・ビラス　（4回戦）
7. ジーン・マイヤー　（4回戦）
8. エリオット・テルチャー　（ベスト8）
9. ロスコー・タナー　（ベスト8）
10. ブライアン・ティーチャー　（2回戦）
11. ピーター・マクナマラ　（3回戦）
12. ヨハン・クリーク　（3回戦）
13. ヤニック・ノア　（4回戦）
14. ヴォイチェフ・フィバク　（1回戦）
15. ビタス・ゲルレイティス　（ベスト4）
16. ブライアン・ゴットフリート　（4回戦）

### 女子シングルス
1. クリス・エバート・ロイド　（ベスト4）
2. アンドレア・イエガー　（2回戦）
3. トレーシー・オースチン　（優勝、2年ぶり2度目）
4. マルチナ・ナブラチロワ　（準優勝）　［注：7月20日にアメリカ市民権を取得、この大会から米国籍で表示］
5. ハナ・マンドリコワ　（ベスト8）
6. シルビア・ハニカ　（ベスト8）
7. ウェンディ・ターンブル　（3回戦）
8. パム・シュライバー　（4回戦）
9. バージニア・ルジッチ　（3回戦）
10. ミマ・ヤウソベッツ　（2回戦）
11. バーバラ・ポッター　（ベスト4）
12. ベッティーナ・バンジ　（4回戦）
13. レジナ・マルシコワ　（1回戦）
14. キャシー・ジョーダン　（4回戦）
15. スー・バーカー　（2回戦、途中棄権）
16. ダイアン・フロムホルツ　（1回戦）

## 大会経過

### 男子シングルス
準々決勝
- ジョン・マッケンロー vs.  ラメシュ・クリシュナン　6-7, 7-6, 6-4, 6-2
- ビタス・ゲルレイティス vs.  ブルース・マンソンヒン　6-4, 6-2, 4-6, 6-1
- ジミー・コナーズ vs.  エリオット・テルチャー　6-3, 6-1, 6-2
- ビョルン・ボルグ vs.  ロスコー・タナー　7-6, 6-3, 6-7, 7-6

準決勝
- ジョン・マッケンロー vs.  ビタス・ゲルレイティス　5-7, 6-3, 6-2, 4-6, 6-3
- ビョルン・ボルグ vs.  ジミー・コナーズ　6-2, 7-5, 6-4

### 女子シングルス
準々決勝
- クリス・エバート・ロイド vs.  ハナ・マンドリコワ　6-1, 6-3
- マルチナ・ナブラチロワ vs.  アン・スミス　7-5, 6-4
- トレーシー・オースチン vs.  シルビア・ハニカ　6-4, 6-3
- バーバラ・ポッター vs.  バーバラ・ガーケン　7-5, 7-5

準決勝
- マルチナ・ナブラチロワ vs.  クリス・エバート・ロイド　7-5, 4-6, 6-4
- トレーシー・オースチン vs.  バーバラ・ポッター　6-1, 6-3

## 決勝戦の結果
- 男子シングルス： ジョン・マッケンロー vs.  ビョルン・ボルグ　4-6, 6-2, 6-4, 6-3
- 女子シングルス： トレーシー・オースチン vs.  マルチナ・ナブラチロワ　1-6, 7-6, 7-6
- 男子ダブルス： ジョン・マッケンロー＆ ピーター・フレミング vs.  ピーター・マクナマラ＆ ハインツ・ギュンタード　失格
- 女子ダブルス： キャシー・ジョーダン＆ アン・スミス vs.  ロージー・カザルス＆ ウェンディ・ターンブル　6-3, 6-3
- 混合ダブルス： ケビン・カレン＆ アン・スミス vs.  スティーブ・デントン＆ ジョアン・ラッセル　6-4, 7-6

## みどころ
- 男子シングルス優勝者のジョン・マッケンローが大会3連覇を達成し、先のウィンブルドンに続いてビョルン・ボルグを決勝で破って4大大会2連勝を果たした。マッケンローはピーター・フレミングと組んだ男子ダブルスも制し、単複2冠を獲得。ボルグは全米オープンで1976年・1978年・1980年に続く4度目の準優勝になり、この大会ではとうとう優勝できずに終わった。
- 女子シングルス優勝者のトレーシー・オースチンは、2年前の1979年に女子最年少優勝記録を樹立した後、18歳9ヶ月で2年ぶり2度目の優勝を果たす。準優勝者のマルチナ・ナブラチロワは、この年の7月20日にアメリカ市民権の取得を認められ、この1981年全米オープンから「アメリカ」国籍の選手として出場し始めた。